# Dingras
Dingras is een gemeente in de Filipijnse provincie Ilocos Norte op het eiland Luzon. Bij de laatste census in 2010 telde de gemeente ruim 37 duizend inwoners. In 2015 was het aantal inwoners gestegen tot 38.562.

## Geografie

### Bestuurlijke indeling
Dingras is onderverdeeld in de volgende 31 barangays:
| - Albano - Bacsil - Bagut - Parado - Baresbes - Barong - Bungcag - Cali - Capasan - Dancel - Foz | - Guerrero - Lanas - Lumbad - Madamba - Mandaloque - Medina - Ver - San Marcelino - Puruganan - Peralta | - Root - Sagpatan - Saludares - San Esteban - Espiritu - Sulquiano - San Francisco - Suyo - San Marcos - Elizabeth |

## Demografie
Dingras had bij de census van 2010 een inwoneraantal van 37.021 mensen. Dit waren 1.228 mensen (3,4%) meer dan bij de vorige census van 2007. Ten opzichte van de census van 2000 was het aantal inwoners gegroeid met 3.711 mensen (11,1%). De gemiddelde jaarlijkse groei in die periode kwam daarmee uit op 1,06%, hetgeen lager was dan het landelijk jaarlijks gemiddelde over deze periode (1,90%).

De bevolkingsdichtheid van Dingras was ten tijde van de laatste census, met 37.021 inwoners op 96 km², 385,6 mensen per km².

## Geboren in Dingras
- Josefa Llanes-Escoda (20 september 1898), maatschappelijk werkster, oorlogsheld en suffragette (overleden 1945).